# Almanaque do Dr. Thackery T. Lambshead de Doenças Excêntricas e Desacreditadas
O Almanaque do Dr. Thackery T. Lambshead de Doenças Excêntricas e Desacreditadas é uma antologia de casos médicos fantásticos editada por Jeff VanderMeer e Mark Roberts, e publicada na sua versão original em 2003 pela editora Night Shade Books.
O almanaque declara ser a 83ª edição de uma série inaugurada pelo ficcional Dr. Thackery T. Lambshead em 1915, e contém entradas, de um modo geral humorísticas, com descrições de doenças da autoria de diversos autores populares dentro do género fantástico, tais como China Miéville, Neil Gaiman, Alan Moore e Michael Moorcock, que assim reunidas narram a "história médica secreta" do século XX. Trata-se de um volume com um cuidado arranjo gráfico, simulando o de um real guia médico, e profusamente ilustrado, uma vez que conta com uma imagem para cada doença, pelo designer John Coulthart. 
Em 2004, o livro foi nomeado para os prémios Hugo Award for Best Related Book e World Fantasy Award for Best Anthology..

## Descrição
| “ | "Publicado" pela primeira vez em 1915, em pleno fulgor da Primeira Grande Guerra, tendo sido distribuído ao longo de 30 anos por médicos de todo o mundo sob a forma cópias dactilografadas e fotocópias. Em 1945, a casa editorial Chatto & Windus procedeu à primeira edição formal do Almanaque. Após vinte edições, o Almanaque saiu de circulação, mas continuou a ser actualizado pelo Dr. Lambshead e outros colegas, e impresso em edições particulares por vários amigos. De Freetown a Istambul, de Timbuktu a Ulan Bator, deu provas da sua utilidade em condições mais do que adversas. Quando um médico perdido nas florestas húmidas do Congo não dispõe de mais do que uns poucos antibióticos e a companhia de uma manada de elefantes-pigmeus selvagens para diagnosticar a sua estranha maleita espinal, recorre ao seu útil exemplar do Almanaque. Quando uma médica de família não consegue compreender por que motivo um paciente que acompanha há 30 anos sem apresentar qualquer historial de doença mental começa subitamente a imitar objectos inanimados, é ao fiável Almanaque Lambshead que recorre. Agora que o Almanaque Lambshead foi novamente publicado, o Dr. Lambshead, que conta mais de cem anos de idade, decidiu entregar a direcção editorial do mesmo às mãos capazes, se bem que ainda jovens, dos doutores Jeff VanderMeer e Mark Roberts. Embora o Dr. Lambshead continue a supervisionar o influxo de documentação pertinente a novas doenças, confiou as tarefas quotidianas de edição a cargo de VanderMeer e Roberts, ambos médicos de mérito próprio. | ” |

## Em Portugal
A versão portuguesa do Almanaque do Dr. Thackery T. Lambshead de Doenças Excêntricas e Desacreditadas foi publicada em Maio de 2010 pela editora Saída de Emergência. Com edição a cargo de João Seixas, não se limita a uma tradução do Almanaque, uma vez que inclui diversas doenças contribuídas por autores lusófonos num anexo denominado Compêndio Médico Calamar Trindade de Doenças Notáveis e Invulgares.

## Ligações Externas
- Excertos da versão portuguesa
- Crítica da versão portuguesa de Almanaque do Dr. Thackery T. Lambshead